# الرفد (المخادر)

تعديل مصدري - تعديل

الرفد محلة تابعة لقرية نبال، التابعة لعزلة الصفي بمديرية المخادر إحدى مديريات محافظة إب في الجمهورية اليمنية، بلغ تعداد سكانها 77 حسب تعداد اليمن لعام 2004.